# Birnin Kebbi
Birnin Kebbi – miasto w północno-zachodniej Nigerii, stolica stanu Kebbi. Według danych szacunkowych na rok 2009 liczy 115 755 mieszkańców.